# 장아이징
장아이징(중국어 간체자: 张爱静, 병음: Zhāng Àijìng, 한자음: 장애정, 1997년 8월 3일 ~ )은 중국의 아이돌이며, 전 BEJ48, SHY48, CKG48의 일원이다.